# Gonzaga di Castel Goffredo
I Gonzaga di Castel Goffredo furono un ramo cadetto della dinastia Gonzaga che ebbe origine a Castel Goffredo, già feudo autonomo gonzaghesco dal 1444, nel 1511 con Aloisio Gonzaga.

## Storia

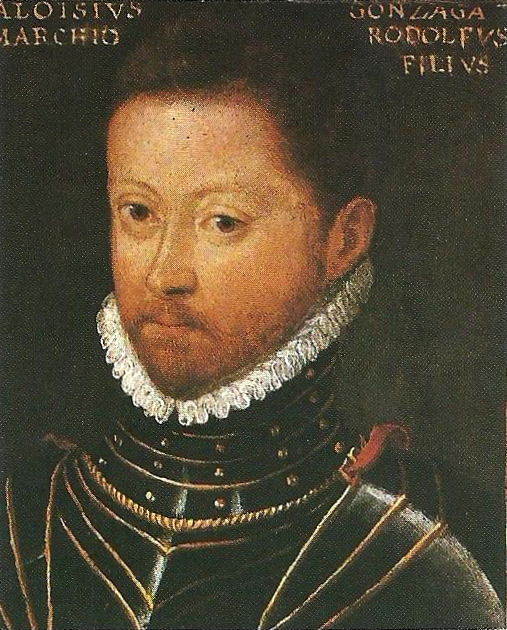
Ritratto di Aloisio Gonzaga

Rodolfo Gonzaga, quartogenito maschio del marchese di Mantova Ludovico III Gonzaga, ebbe i feudi e i titoli di signore di Luzzara, Castel Goffredo, Solferino e Castiglione delle Stiviere alla morte del padre, nel 1478.
Nel 1494 ottenne dall'imperatore Massimiliano I d'Asburgo l'elevazione di Luzzara a marchesato e la relativa investitura.
A seguito della sua morte nella battaglia di Fornovo del 1495 il feudo venne diviso ulteriormente tra i suoi figli:
- Gianfrancesco Gonzaga, fondò il ramo cadetto di Luzzara;
- Aloisio Gonzaga (o Luigi Alessandro), divenne il capostipite del ramo di Castiglione, Castel Goffredo e Solferino[6] e capostipite dei "Gonzaga di Castel Goffredo". Castel Goffredo divenne la capitale dei tre feudi, con titolo di marchesato.[7]

Alla morte di Aloisio nel 1549, i suoi domini furono divisi tra i tre figli:
- Alfonso divenne signore di Castel Goffredo;
- Ferrante, signore di Castiglione;
- Orazio, signore di Solferino.

Il feudo di Castel Goffredo ebbe una storia drammatica: Alfonso, capitano dell'esercito spagnolo, fu assassinato nel 1592, per motivi ereditari, dal nipote di Castiglione Rodolfo Gonzaga, che usurpò di fatto il titolo di signore di Castel Goffredo. Costui, a causa della sua crudeltà, venne a sua volta assassinato da Michele Volpetti il 3 gennaio 1593 mentre si recava alla messa con la moglie Elena Aliprandi e la figlia Cinzia.
Alla morte di Rodolfo il fratello minore Francesco, marchese di Castiglione e suo successore, vantava pretese ad incorporare il feudo di Castel Goffredo. Ma dopo lunghe controversie presso l'imperatore, nel 1602 fu unito al ducato di Mantova con Vincenzo Gonzaga in cambio delle terre di Medole.
Così si estinsero i "Gonzaga di Castel Goffredo".

## Genealogia
|            |            |                                             |                                             |                 |                           |                           |                     |                     |                     |       |       |        |                     |                     |                  |                     |                     |                                   |                                   |                       |                       |
|            |            |                                             |                                             |                 |                           |                           |                     |                     | Rodolfo (1452-1495) |       |       |        |                     |                     |                  |                     |                     |                                   |                                   |                       |                       |
|            |            |                                             |                                             |                 |                           |                           |                     |                     |                     |       |       |        |                     |                     |                  |                     |                     |                                   |                                   |                       |                       |
|            |            |                                             |                                             |                 |                           |                           |                     |                     |                     |       |       |        |                     |                     |                  |                     |                     |                                   |                                   |                       |                       |
|            |            |                                             |                                             |                 | Gianfrancesco (1488-1525) | Gianfrancesco (1488-1525) |                     |                     |                     |       |       |        | Aloisio (1494-1549) | Aloisio (1494-1549) |                  |                     |                     |                                   |                                   |                       |                       |
|            |            |                                             |                                             |                 |                           |                           |                     |                     |                     |       |       |        |                     |                     |                  |                     |                     |                                   |                                   |                       |                       |
|            |            |                                             |                                             |                 |                           |                           |                     |                     |                     |       |       |        |                     |                     |                  |                     |                     |                                   |                                   |                       |                       |
|            |            |                                             |                                             |                 | Ramo di Luzzara ·         | Ramo di Luzzara ·         | Alfonso (1541-1592) | Alfonso (1541-1592) |                     |       |       |        |                     |                     |                  | Orazio (1545-1587)  | Orazio (1545-1587)  |                                   | Ferrante (1544-1586)              | Ferrante (1544-1586)  |                       |
|            |            |                                             |                                             |                 |                           |                           |                     |                     |                     |       |       |        |                     |                     |                  |                     |                     |                                   |                                   |                       |                       |
|            |            |                                             |                                             |                 |                           |                           |                     |                     |                     |       |       |        |                     |                     |                  |                     |                     |                                   |                                   |                       |                       |
| Ferdinando | Ferdinando | Caterina 1 sp. Carlo Trivulzio (1574-1615?) | Caterina 1 sp. Carlo Trivulzio (1574-1615?) | Giulia (1576-?) | Giulia (1576-?)           | Ginevra (1578-?)          | Ginevra (1578-?)    | Giovanna            | Giovanna            | Maria | Maria | Luigia | Luigia              | Luigi (naturale)    | Luigi (naturale) | Ramo di Solferino · | Ramo di Solferino · | Rodolfo (1569-1593)               | Rodolfo (1569-1593)               | Francesco (1577-1616) | Francesco (1577-1616) |
|            |            |                                             |                                             |                 |                           |                           |                     |                     |                     |       |       |        |                     |                     |                  |                     |                     |                                   |                                   |                       |                       |
|            |            |                                             |                                             |                 |                           |                           |                     |                     |                     |       |       |        |                     |                     |                  |                     |                     |                                   |                                   |                       |                       |
|            |            |                                             |                                             |                 |                           |                           |                     |                     |                     |       |       |        |                     |                     |                  |                     |                     | Ramo di Castel Goffredo (estinto) | Ramo di Castel Goffredo (estinto) | Ramo di Castiglione · | Ramo di Castiglione · |

## Marchesi di Castel Goffredo
- 1444-1466: Alessandro Gonzaga (1415-1466)

sposò Agnese da Montefeltro, senza discendenza
- 1466-1478: reggenza assunta da Ludovico Gonzaga (1412-1478), fratello di Alessandro
- 1478-1479: Rodolfo Gonzaga (1452-1495), figlio di Ludovico III e nipote di Alessandro

prima sposò nel 1478 Antonia Malatesta, senza figli
sposò in seconde nozze nel 1484 Caterina Pico
- 1479-1511: Ludovico Gonzaga (1460-1511), vescovo di Mantova e fratello di Rodolfo

## Marchesi di Castel Goffredo (linea cadetta "Gonzaga di Castel Goffredo")
- 1511-1549: (Aloisio) Luigi Alessandro Gonzaga (1494-1549), figlio di Rodolfo e di Caterina Pico

sposò in prime nozze Ginevra Rangoni
sposò in seconde nozze nel 1540 Caterina Anguissola
- 1549-1565: reggenza assunta da Caterina Anguissola (1508-1550), madre di Alfonso
- 1565-1592: Alfonso Gonzaga (1541-1592), figlio del precedente e di Caterina Anguissola

sposò Ippolita Maggi
- 1592-1593: Rodolfo Gonzaga (1569-1593), figlio di Ferrante Gonzaga e di Marta Tana.

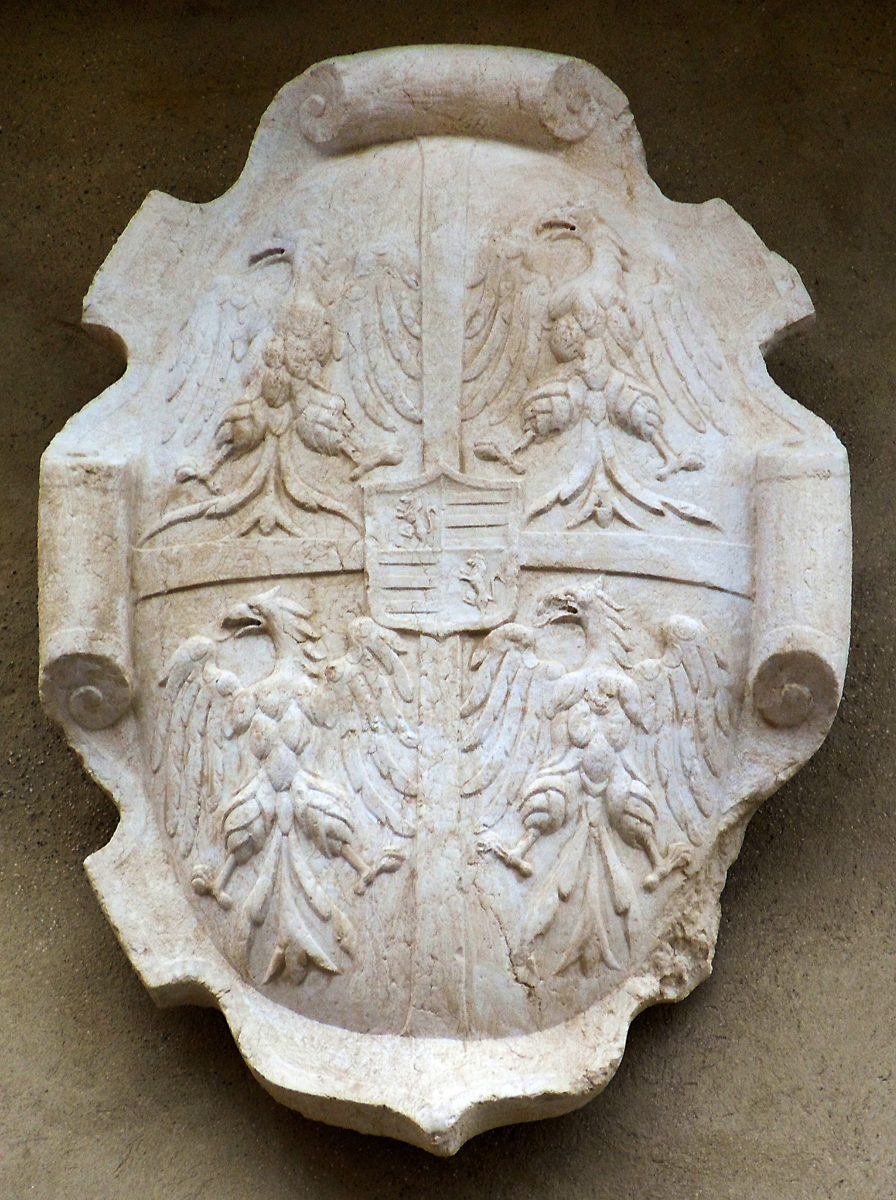
Stemma dei Gonzaga sulla Torre civica di Castel Goffredo, XVI secolo

sposò Elena Aliprandi

## Arma
I Gonzaga nella loro storia non fecero mai uso della brisura nel loro stemma. Pertanto nemmeno per il ramo cadetto dei "Gonzaga di Castel Goffredo" esiste un'arma specifica. Essi utilizzarono pertanto lo stemma adottato dai duchi di Mantova e del Monferrato nel XVI secolo che così si blasona: D'argento, alla croce patente di rosso accantonata da quattro aquile di nero dal volo abbassato; sul tutto, inquartato: nel primo e nel quarto di rosso al leone dalla coda doppia d'argento, armato e lampassato d'oro, coronato e collarinato dello stesso; nel secondo e nel terzo fasciato d'oro e di nero.

### Altre fonti
- 1999 – Immagina. Castel Goffredo: l'evoluzione di un territorio, CD-ROM, a cura del Comune di Castel Goffredo.